# Anna Bondárová
Anna Bondárová (maďarsky: Bondár Anna, * 27. května 1997 Szeghalom) je maďarská profesionální tenistka. Ve své dosavadní kariéře na okruhu WTA Tour vyhrála dva deblové turnaje. V sérii WTA 125 vyhrála dva singlové a tři deblové turnaje. V rámci okruhu ITF získala šestnáct titulů ve dvouhře a dvacet tři ve čtyřhře.
Na žebříčku WTA byla ve dvouhře nejvýše klasifikována v červenci 2022 na 50. místě a ve čtyřhře v lednu 2023 na 43. místě.
V maďarském týmu Jean King Cupu debutovala v roce 2015 budapešťským základním blokem I. skupiny zóny Evropy a Afriky proti Rakousku, v němž vyhrála s Tímeou Babosovou čtyřhru. Maďarky zvítězily 3:0 na zápasy. Do června 2024 v soutěži nastoupila k dvaceti jedna mezistátním utkáním s bilancí 9–8 ve dvouhře a 7–1 ve čtyřhře.

## Tenisová kariéra
V rámci okruhu ITF debutovala v dubnu 2014 na turnaji v Antalyi dotovaném 10 tisíci dolary, kde postoupila z kvalifikace. V úvodním kole dvouhry podlehla Mexičance Victorii Rodríguezové. Premiérový titul v této úrovni tenisu vybojovala v témže dějišti o týden později, když na cestě z kvalifikace za trofejí vyhrála sedm zápasů v řadě. Ve finále přehrála Rusku Olgu Dorošinovou. V sezóně 2015 se stala juniorskou mistryní Evropy, když ve švýcarském Klostersu porazila Kasatkinovou i Teichmannovou.

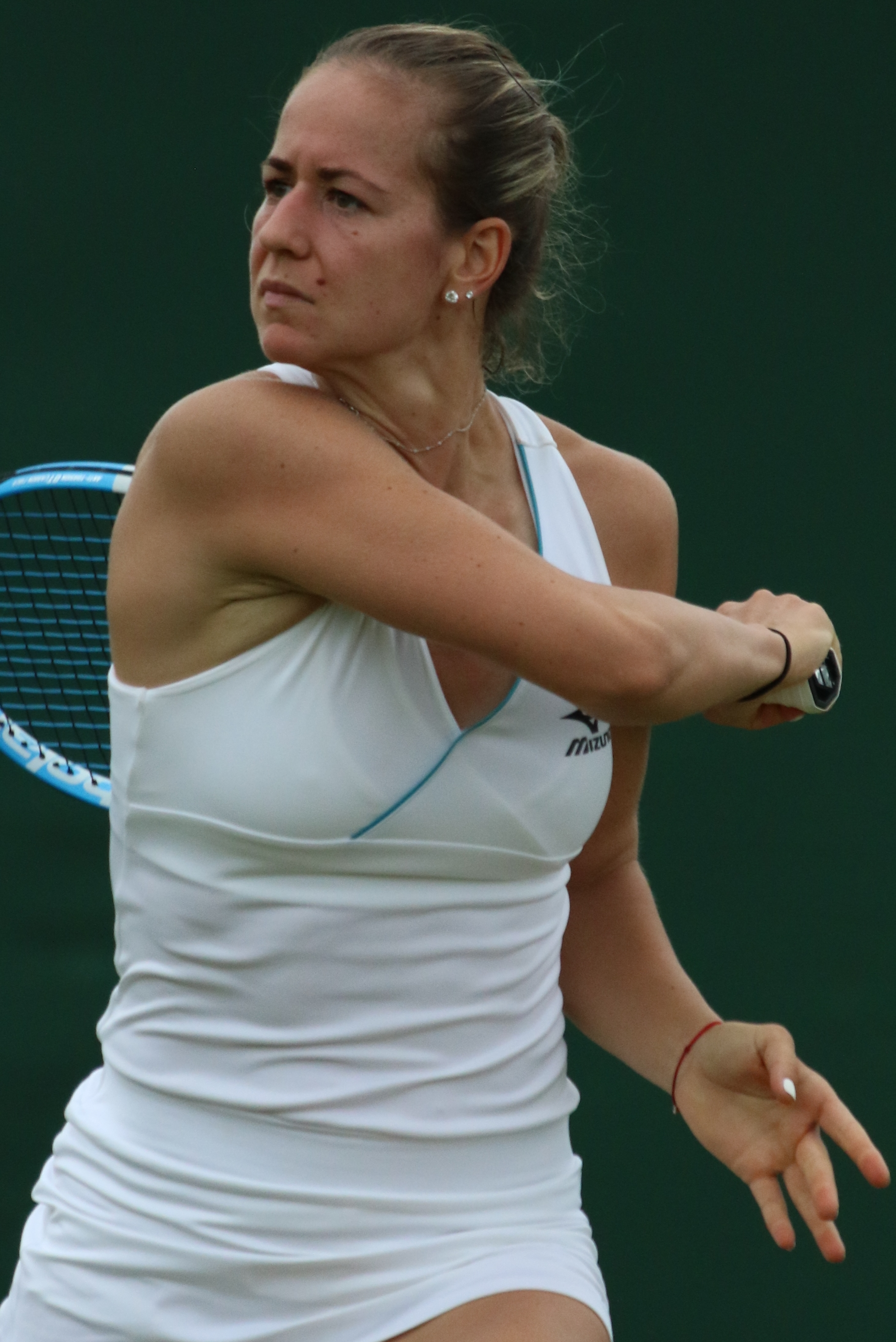
V kvalifikaci Wimbledonu 2019

Na okruhu WTA Tour debutovala až únorovým Hungarian Ladies Open 2018 v Budapešti, kde s krajankou Ágnes Buktovou obdržely divokou kartu do čtyřhry. V prvním kole však prohrály se španělsko-maďarským párem Georgina Garcíaová Pérezová a Fanny Stollárová. V singlové kvalifikaci ji vyřadila Viktória Kužmová. Hlavní soutěž dvouhry si poprvé zahrála opět díky divoké kartě na Hungarian Ladies Open 2019. V úvodním zápase nestačila na Rumunku Soranu Cîrsteaovou, přestože získala první sadu. Premiérové výhry dosáhla na letním antukovém BNP Paribas Poland Open 2021 v Gdyni, na němž zdolala ruskou hráčku Valeriji Oljanovskou a ve třech setech Annu Karolínu Schmiedlovou. V prvním kariérním čtvrtfinále ji následně zastavila Němka Tamara Korpatschová. Na začátku listopadu ovládla Argentina Open 2021 v sérii WTA 125K. Do finále se probojovala přes Egypťanku Majar Šarífovou a v něm porazila Francouzku Dianu Parryovou. Dvouhru vyhrála přesně pět let po operaci kolene, které ji v roce 2017 vyřadilo ze hry. Další týden triumfovala na santiagském turnaji ITF Copa LP Chile dotovaném 60 tisíci dolary, kde v boji o titul přehrála Paraguayku Verónicu Cepedeovou Roygovou. Bodový zisk ji 15. listopadu 2021 zajistil průlom do první světové stovky žebříčku WTA, když se posunula na 90. místo. V sezóně 2021 učinila čtvrtý největší skok vzhůru klasifikací, když ještě v lednu figurovala na 273. příčce.
Debut v hlavní soutěži nejvyšší grandslamové kategorie zaznamenala v ženském singlu Australian Open 2022, když v pěti předchozích kvalifikacích grandslamu neuspěla. V úvodním kole však uhrála jen tři gamy na desátou nasazenou Rusku Anastasiji Pavljučenkovovou. Týden před majorem poprvé zdolala členku elitní světové padesátky díky úvodnímu vítězství na Melbourne Summer Set 2022 s osmou nasazenou Kateřinou Siniakovou. Do melbournské deblové soutěže nastoupily s Gruzínkou Oxanou Kalašnikovovou jako náhradnice. V první fázi nenašly recept na pozdější čtvrtfinalistky Annu Danilinovou s Beatriz Haddad Maiovou. V kategorii WTA 1000, včetně její předchůdkyně Premier Mandatory, debutovala na BNP Paribas Open 2022 v Indian Wells. Na úvod singlové soutěže prohrála s Chorvatkou Petrou Martićovou. Na navazujícím Miami Open 2022 prošla do druhé fáze poté, co v závěru první sady skrečovala Caroline Garciaová. Ve druhém utkání dohrála na raketě americké světové jedenáctky Danielly Collinsové po třísetovém průběhu.
První trofej na okruhu WTA Tour si odvezla ze čtyřhry antukového Palermo Ladies Open 2022. S Belgičankou Kimberley Zimmermannovou ve finále zdolaly rusko-maďarskou dvojici Amina Anšbová a Panna Udvardyová po dvousetovém průběhu. V květnu 2021 již ovládly 25tisícové I. ČLTK Prague Open v rámci okruhu ITF.

## Finále na okruhu WTA Tour
| Legenda                  |
| ------------------------ |
| D – dvouhra; Č – čtyřhra |
| Grand Slam (0)           |
| Turnaj mistryň (0)       |
| WTA 1000 (0)             |
| WTA 500 (0)              |
| WTA 250 (2–1 Č)          |

### Čtyřhra: 2 (2–1)
| Stav       | č. | datum         | turnaj              | povrch | spoluhráčka             | soupeřky ve finále                   | výsledek              |
| ---------- | -- | ------------- | ------------------- | ------ | ----------------------- | ------------------------------------ | --------------------- |
| Vítězka    | 1. | červenec 2022 | Palermo, Itálie     | antuka | Kimberley Zimmermannová | Amina Anšbová Panna Udvardyová       | 6–3, 6–2              |
| Vítězka    | 2. | červenec 2023 | Lausanne, Švýcarsko | antuka | Diane Parryová          | Amina Anšbová Anastasia Dețiuc       | 6–2, 6–1              |
| Finalistka | 1. | duben 2024    | Bogota, Kolumbie    | antuka | Irina Chromačovová      | Cristina Bucșová Kamilla Rachimovová | 6–7(5–7), 6–3, [8–10] |

## Finále série WTA 125
| Legenda                  |
| ------------------------ |
| D – dvouhra; Č – čtyřhra |
| WTA 125 (2–0 D; 3–2 Č)   |

### Dvouhra: 1 (1–0)
| Stav    | č. | datum         | turnaj                  | povrch | soupeřka ve finále | výsledek |
| ------- | -- | ------------- | ----------------------- | ------ | ------------------ | -------- |
| Vítězka | 1. | listopad 2021 | Buenos Aires, Argentina | antuka | Diane Parryová     | 6–3, 6–3 |
| Vítězka | 2. | srpen 2024    | Hamburk, Německo        | antuka | Arantxa Rusová     | 6–4, 6–2 |

### Čtyřhra: 5 (3–2)
| Stav       | č. | datum       | turnaj                  | povrch    | spoluhráčka             | soupeřky ve finále                     | výsledek         |
| ---------- | -- | ----------- | ----------------------- | --------- | ----------------------- | -------------------------------------- | ---------------- |
| Vítězka    | 1. | září 2022   | Budapešť, Maďarsko      | antuka    | Kimberley Zimmermannová | Jesika Malečková Renata Voráčová       | 6–3, 2–6, [10–5] |
| Finalistka | 1. | září 2023   | Parma, Itálie           | antuka    | Kimberley Zimmermannová | Dalila Jakupovićová Irina Chromačovová | 2–6, 3–6         |
| Finalistka | 2. | říjen 2023  | Rouen, Francie          | tvrdý (h) | Kimberley Zimmermannová | Maia Lumsdenová Jessika Ponchetová     | 3–6, 6–7(4–7)    |
| Vítězka    | 2. | březen 2024 | San Luis Potosí, Mexiko | antuka    | Tamara Zidanšeková      | Laura Pigossiová Katarzyna Piterová    | bez boje         |
| Vítězka    | 3. | srpen 2024  | Hamburk, Německo        | antuka    | Kimberley Zimmermannová | Arantxa Rusová Nina Stojanovićová      | 5–7, 6–3, [11–9] |

## Tituly na okruhu ITF
| Dotace turnajů okruhu ITF | Dotace turnajů okruhu ITF |
| ------------------------- | ------------------------- |
| 100 000 $ tournaments     | 80 000 $ tournaments      |
| 75 000 $ tournaments      | 60 000 $ tournaments      |
| 50 000 $ tournaments      | 25 000 $ tournaments      |
| 15 000 $ tournaments      | 10 000 $ tournaments      |

### Dvouhra (16 titulů)
| Č.  | datum         | turnaj                      | povrch    | poražená finalistka     | výsledek                |
| --- | ------------- | --------------------------- | --------- | ----------------------- | ----------------------- |
| 1.  | květen 2014   | Antalya, Turecko            | tvrdý     | Olga Dorošinová         | 6–3, 6–2                |
| 2.  | květen 2015   | Sibiu, Rumunsko             | antuka    | Mădălina Gojneaová      | 6–1, 4–6, 6–1           |
| 3.  | září 2015     | Bol, Chorvatsko             | antuka    | Tena Lukasová           | 6–4, 6–2                |
| 4.  | září 2015     | Bol, Chorvatsko             | antuka    | Magdaléna Pantůčková    | 7–5, 6–4                |
| 5.  | říjen 2015    | Antalya, Turecko            | tvrdý     | Greet Minnenová         | 3–6, 6–2, 6–1           |
| 6.  | listopad 2015 | Antalya, Turecko            | antuka    | Alisa Klejbanovová      | 6–3, 6–4                |
| 7.  | říjen 2017    | Heráklion, Řecko            | antuka    | Réka Luca Janiová       | 6–2, 6–3                |
| 8.  | květen 2018   | Kaposvár, Maďarsko          | antuka    | Aneta Kladivová         | 6–4, 7–6(7–3)           |
| 9.  | říjen 2018    | Sevilla, Španělsko          | antuka    | Başak Eraydınová        | 6–2, 5–7, 6–2           |
| 10. | leden 2019    | Daytona Beach, Sojené státy | antuka    | Françoise Abandová      | 6–7(7–3), 7–6(7–5), 7–5 |
| 11. | září 2021     | Wiesbaden, Německo          | antuka    | Clara Burelová          | 6–2, 6–4                |
| 12. | listopad 2021 | Santiago, Chile             | antuka    | Verónica Cepede Roygová | 6–2, 6–3                |
| 13. | září 2023     | Montreux, Švýcarsko         | antuka    | Anna Gabricová          | 6–4, 6–1                |
| 14. | únor 2024     | Porto, Portugalsko          | tvrdý (h) | Noma Noha Akugueová     | 7–6(4), 6–2             |
| 15. | červen 2024   | Olomouc, Česko              | antuka    | Čang Su-čong            | 6–3, 7–6(4)             |
| 16. | srpen 2024    | Hechingen, Německo          | antuka    | Jekatěrina Makarovová   | 6–0, 6–2                |

### Čtyřhra (23 titulů)
| Č.  | datum         | turnaj                       | povrch    | spoluhráčka             | poražené finalistky                              | výsledek              |
| --- | ------------- | ---------------------------- | --------- | ----------------------- | ------------------------------------------------ | --------------------- |
| 1.  | listopad 2014 | Heráklion, Řecko             | tvrdý     | Dalma Gálfiová          | Martina Bašićová Tena Lukasová                   | 4–6, 6–3, [10–8]      |
| 2.  | prosinec 2014 | Tel Aviv, Izrael             | tvrdý     | Ilka Csöregiová         | Anna Bogoslavecová Ester Masuriová               | 6–1, 6–3              |
| 3.  | březen 2015   | Solarino, Itálie             | tvrdý     | Dalma Gálfiová          | Sofija Kovalecová Janina Toljanová               | 6–3, 6–2              |
| 4.  | duben 2015    | Heráklion, Řecko             | tvrdý     | Lisa-Maria Moserová     | Fatma Al-Nabhaniová Šarrmadaa Baluuová           | 6–3, 7–5              |
| 5.  | květen 2015   | Sibiu, Rumunsko              | antuka    | Ana Bianca Mihăilová    | Mihaela Ghiocová Iuliana Oanteová                | 6–4, 6–4              |
| 6.  | říjen 2015    | Antalya, Turecko             | tvrdý     | Rebeka Stolmárová       | Daiana Negreanuová Cristina Sánchez Quintanarová | 6–1, 2–6, [10–5]      |
| 7.  | listopad 2015 | Antalya, Turecko             | antuka    | Rebeka Stolmárová       | Sofja Kvacabajová Julyette Steurová              | 2–6, 6–4, [10–2]      |
| 8.  | srpen 2017    | Štýrský Hradec, Rakousko     | antuka    | Réka Luca Janiová       | Jana Jablonovská Natália Vajdová                 | 6–4, 6–3              |
| 9.  | říjen 2017    | Heráklion, Řecko             | antuka    | Réka Luca Janiová       | Michaela Boevová Anna Ukolovová                  | 6–4, 6–2              |
| 10. | listopad 2017 | Heráklion, Řecko             | antuka    | Réka Luca Janiová       | Ioana Gasparová Bojana Marinkovićová             | 6–4, 2–6, [10–8]      |
| 11. | březen 2018   | Heráklion, Řecko             | antuka    | Réka Luca Janiová       | Emma Laineová Sabrina Santamariová               | 7–5, 6–2              |
| 12. | květen 2018   | Balatonboglár, Maďarsko      | antuka    | Raluca Șerbanová        | Ágnes Buktová Dalma Gálfiová                     | 6–1, 7–6(7–2)         |
| 13. | květen 2018   | Kaposvár, Maďarsko           | antuka    | Panna Udvardyová        | Julija Lysová Marija Marfutinová                 | 7–6(8–6), 6–1         |
| 14. | srpen 2018    | Koksijde, Belgie             | antuka    | Raluca Șerbanová        | Dea Herdželašová Tereza Mihalíková               | 6–3, 6–0              |
| 15. | leden 2019    | Daytona Beach, Spojené státy | antuka    | Ulrikke Eikeriová       | Hailey Baptisteová Emina Bektasová               | 6–3, 5–7, [11–9]      |
| 16. | září 2019     | Záhřeb, Chorvatsko           | antuka    | Paula Ormaecheaová      | Amandine Hesseová Daniela Seguelová              | 7–5, 7–5              |
| 17. | únor 2020     | Trnava, Slovensko            | tvrdý (h) | Tereza Mihalíková       | Amina Anšbová Anastasia Dețiuc                   | 6–4, 6–4              |
| 18. | září 2020     | Grado, Itálie                | antuka    | Fanny Stollárová        | Federica Di Sarraová Camilla Rosatelloová        | 7–5, 6–2              |
| 19. | leden 2021    | Hamburk, Německo             | tvrdý (h) | Tereza Mihalíková       | Amandine Hesseová Kimberley Zimmermannová        | 6–4, 6–4              |
| 20. | květen 2021   | Praha, Česko                 | antuka    | Kimberley Zimmermannová | Xenia Knollová Elena-Gabriela Ruseová            | 7–6(7–5), 6–2         |
| 21. | září 2021     | Wiesbaden, Německo           | antuka    | Lara Saldenová          | Arianne Hartonová Olivia Tjandramuliová          | 6–7(7–9), 6–2, [10–4] |
| 22. | srpen 2023    | Maspalomas, Španělsko        | antuka    | Tímea Babosová          | Leyre Romero Gormazová Arantxa Rusová            | 6–4, 3–6, [10–4]      |
| 23. | únor 2024     | Porto, Portugalsko           | tvrdý (h) | Céline Naefová          | Francisca Jorgeová Matilde Jorgeová              | 6–4, 3–6, [11–9]      |